# Sistema de referencia del centro del momento
En física, el sistema de referencia del centro del momento (sistema de referencia CDM), también conocido como sistema de referencia de momento nulo o sistema de referencia baricéntrico, es el sistema de referencia inercial en el que la cantidad de movimiento total del sistema se anula. Es único independientemente de la velocidad, pero no así su origen.
El centro de momento de un sistema no es una ubicación, sino una colección de momentos/velocidades relativos: un sistema de referencia. Por lo tanto, "centro del momento" es una abreviatura de "sistema de referencia del centro del momento".
Un caso especial del sistema de referencia del centro del momento es el sistema de referencia del centro de masas: un sistema de referencia inercial en el que el centro de masas (que es un único punto) permanece en el origen. En todos los sistemas de referencia del centro del momento, el centro de masas está en reposo, pero no necesariamente en el origen del sistema de coordenadas.
En la teoría de la relatividad especial, el sistema de referencia del CDM es necesariamente único solo cuando el sistema está aislado.

## Propiedades

### General
El sistema de referencia del centro del momento se define como el sistema de referencia inercial en el que la suma de los momentos lineales de todas las partículas es igual a 0. Sea S el sistema de referencia de laboratorio y S′ el sistema de referencia de referencia del centro de momento. Usando una transformación galileana, la velocidad de la partícula en S′ es
{\displaystyle v'=v-V_{c},}
donde
{\displaystyle V_{c}={\frac {\sum _{i}m_{i}v_{i}}{\sum _{i}m_{i}}}}
es la velocidad del centro de masa. El momento total en el sistema del centro del momento se anula:
{\displaystyle \sum _{i}p'_{i}=\sum _{i}m_{i}v'_{i}=\sum _{i}m_{i}(v_{i}-V_{c})=\sum _{i}m_{i}v_{i}-\sum _{i}m_{i}{\frac {\sum _{j}m_{j}v_{j}}{\sum _{j}m_{j}}}=\sum _{i}m_{i}v_{i}-\sum _{j}m_{j}v_{j}=0.}
Además, la energía total del sistema es la energía mínima, como se observa desde todos los sistemas de referencia inerciales.

### Relatividad especial
En la teoría de la relatividad especial, el sistema de referencia del CDM existe para un sistema de masas aislado. Esto es una consecuencia del teorema de Noether. En el sistema de referencia del CDM, la energía total del sistema es la energía en reposo, y esta cantidad (al dividirla por el factor c2, donde c es la velocidad de la luz) da la masa en reposo (masa invariante) del sistema:
{\displaystyle m_{0}={\frac {E_{0}}{c^{2}}}.}
La masa invariante del sistema está dada en cualquier sistema de referencia inercial por la relación invariante relativista
{\displaystyle m_{0}{}^{2}=\left({\frac {E}{c^{2}}}\right)^{2}-\left({\frac {p}{c}}\right)^{2},}
pero para momento cero, el término del momento (p/c)2 se anula y, por lo tanto, la energía total coincide con la energía en reposo.
Los sistemas que tienen energía distinta de cero pero masa en reposo cero (como los fotones, que se mueve en una sola dirección o, equivalentemente, la radiación electromagnética plana) no tienen sistemas de referencia CDM, porque no hay ningún sistema de referencia en el que tengan momento neto cero. Debido a la invariancia de la velocidad de la luz, un sistema sin masa debe viajar a la velocidad de la luz en cualquier sistema de referencia y siempre posee un momento neto. Su energía es, para cada sistema de referencia, igual a la magnitud del momento multiplicado por la velocidad de la luz:
{\displaystyle E=pc.}

## Problema de dos cuerpos
A continuación se ofrece un ejemplo del uso de este sistema: en una colisión de dos cuerpos, no necesariamente elástica (donde se conserva la energía cinética). El sistema de referencia del CDM se puede utilizar para encontrar el momento de las partículas mucho más fácilmente que en un sistema de referencia local: el sistema donde se realiza la medición o el cálculo. La situación se analiza utilizando una transformación galileana y la cantidad de movimiento (por generalidad, en lugar de energías cinéticas únicamente), para dos partículas de masa m1 y m2, que se mueven a velocidades iniciales (antes de la colisión) u1 y u2 respectivamente. Las transformaciones se aplican para tomar la velocidad del sistema a partir de la velocidad de cada partícula desde el sistema del laboratorio (cantidades no marcadas con comilla) al sistema del CDM (cantidades marcadas con comilla):
{\displaystyle \mathbf {u} _{1}^{\prime }=\mathbf {u} _{1}-\mathbf {V} ,\quad \mathbf {u} _{2}^{\prime }=\mathbf {u} _{2}-\mathbf {V} }
donde V es la velocidad del sistema de referencia del CDM. Dado que V es la velocidad del CDM, es decir, la derivada temporal de la ubicación del CDM R (posición del centro de masa del sistema):
{\displaystyle {\begin{aligned}{\frac {{\rm {d}}\mathbf {R} }{{\rm {d}}t}}&={\frac {\rm {d}}{{\rm {d}}t}}\left({\frac {m_{1}\mathbf {r} _{1}+m_{2}\mathbf {r} _{2}}{m_{1}+m_{2}}}\right)\\&={\frac {m_{1}\mathbf {u} _{1}+m_{2}\mathbf {u} _{2}}{m_{1}+m_{2}}}\\&=\mathbf {V} \\\end{aligned}}}
por lo tanto, en el origen del sistema de referencia del CDM, R = 0, y esto implica que
{\displaystyle m_{1}\mathbf {u} _{1}^{\prime }+m_{2}\mathbf {u} _{2}^{\prime }={\boldsymbol {0}}}
Los mismos resultados se pueden obtener aplicando la conservación del momento en el sistema de referencia del laboratorio, donde los momentos son p1 y p2:
{\displaystyle \mathbf {V} ={\frac {\mathbf {p} _{1}+\mathbf {p} _{2}}{m_{1}+m_{2}}}={\frac {m_{1}\mathbf {u} _{1}+m_{2}\mathbf {u} _{2}}{m_{1}+m_{2}}}}
y en el sistema de referencia del CDM, donde se afirma definitivamente que los momentos totales de las partículas, p1' y p2', se anulan:
{\displaystyle \mathbf {p} _{1}^{\prime }+\mathbf {p} _{2}^{\prime }=m_{1}\mathbf {u} _{1}^{\prime }+m_{2}\mathbf {u} _{2}^{\prime }={\boldsymbol {0}}}
Usar la ecuación del sistema de referencia del CDM para resolver V devuelve la ecuación del sistema de referencia del laboratorio anterior, lo que demuestra que se puede usar cualquier sistema de referencia (incluido el del CDM) para calcular los momentos de las partículas. Se ha establecido que la velocidad del sistema de referencia del COM se puede eliminar del cálculo utilizando el sistema de referencia anterior, por lo que los momentos de las partículas en el sistema de referencia del CDM se pueden expresar en términos de las cantidades en el sistema de referencia del laboratorio (es decir, los valores iniciales dados):
{\displaystyle {\begin{aligned}\mathbf {p} _{1}^{\prime }&=m_{1}\mathbf {u} _{1}^{\prime }\\&=m_{1}\left(\mathbf {u} _{1}-\mathbf {V} \right)={\frac {m_{1}m_{2}}{m_{1}+m_{2}}}\left(\mathbf {u} _{1}-\mathbf {u} _{2}\right)\\&=-m_{2}\mathbf {u} _{2}^{\prime }=-\mathbf {p} _{2}^{\prime }\\\end{aligned}}}
Obsérvese que la velocidad relativa en el sistema de referencia del laboratorio de la partícula 1 respecto a la 2 es
{\displaystyle \Delta \mathbf {u} =\mathbf {u} _{1}-\mathbf {u} _{2}}
y que la masa reducida de los dos cuerpos es
{\displaystyle \mu ={\frac {m_{1}m_{2}}{m_{1}+m_{2}}}}
por lo que los momentos de las partículas se reducen de forma compacta a
{\displaystyle \mathbf {p} _{1}^{\prime }=-\mathbf {p} _{2}^{\prime }=\mu \Delta \mathbf {u} }
Este es un cálculo sustancialmente más simple de los momentos de ambas partículas. La masa reducida y la velocidad relativa se pueden calcular a partir de las velocidades iniciales en el sistema de referencia del laboratorio; y la masa y el momento de cada partícula son simplemente el negativo de la otra. El cálculo se puede repetir para las velocidades finales v1 y v2 en lugar de para las velocidades iniciales u1 y u2, ya que después de la colisión las velocidades aún satisfacen las ecuaciones anteriores:
{\displaystyle {\begin{aligned}{\frac {{\rm {d}}\mathbf {R} }{{\rm {d}}t}}&={\frac {\rm {d}}{{\rm {d}}t}}\left({\frac {m_{1}\mathbf {r} _{1}+m_{2}\mathbf {r} _{2}}{m_{1}+m_{2}}}\right)\\&={\frac {m_{1}\mathbf {v} _{1}+m_{2}\mathbf {v} _{2}}{m_{1}+m_{2}}}\\&=\mathbf {V} \\\end{aligned}}}
por lo que en el origen del sistema de referencia del CDM, R = 0. Esto implica que después de la colisión
{\displaystyle m_{1}\mathbf {v} _{1}^{\prime }+m_{2}\mathbf {v} _{2}^{\prime }={\boldsymbol {0}}}
En el sistema de referencia del laboratorio, la conservación del momento total implica que:
{\displaystyle m_{1}\mathbf {u} _{1}+m_{2}\mathbf {u} _{2}=m_{1}\mathbf {v} _{1}+m_{2}\mathbf {v} _{2}=(m_{1}+m_{2})\mathbf {V} }
Pero esta ecuación no implica que
{\displaystyle m_{1}\mathbf {u} _{1}=m_{1}\mathbf {v} _{1}=m_{1}\mathbf {V} ,\quad m_{2}\mathbf {u} _{2}=m_{2}\mathbf {v} _{2}=m_{2}\mathbf {V} }
pero en cambio, simplemente indica que la masa total M multiplicada por la velocidad del centro de masas V es el momento total P del sistema:
{\displaystyle {\begin{aligned}\mathbf {P} &=\mathbf {p} _{1}+\mathbf {p} _{2}\\&=(m_{1}+m_{2})\mathbf {V} \\&=M\mathbf {V} \end{aligned}}}
Se obtiene un análisis similar al anterior
{\displaystyle \mathbf {p} _{1}^{\prime }=-\mathbf {p} _{2}^{\prime }=\mu \Delta \mathbf {v} =\mu \Delta \mathbf {u} }
donde la velocidad relativa final en el sistema de referencia del laboratorio de la partícula 1 respecto a la 2 es de
{\displaystyle \Delta \mathbf {v} =\mathbf {v} _{1}-\mathbf {v} _{2}=\Delta \mathbf {u} .}